# Scomberomorus lineolatus
Scomberomorus lineolatus е вид бодлоперка от семейство Scombridae. Видът не е застрашен от изчезване.

## Разпространение и местообитание
Разпространен е в Бангладеш, Индия, Индонезия, Кокосови острови, Малайзия, Мианмар, Пакистан, Сингапур, Тайланд и Шри Ланка.
Обитава крайбрежията на морета и заливи.

## Описание
На дължина достигат до 94 cm.